# Nechern
Nechern, sorbisch Njechorńⓘ, ist ein Ortsteil der sächsischen Stadt Weißenberg im Osten des Landkreises Bautzen. Bekannt ist das Dorf im sorbischen Siedlungsgebiet vor allem durch den Schriftsteller Martin Nowak-Neumann, der in seinem sorbischen Namen Měrćin Nowak-Njechorński einen Bezug zu seinem Heimatort herstellte.

## Geografie
Das Dorf hat die Form eines erweiterten Rundweilers, der knapp fünf Kilometer westlich von Weißenberg und zwei Kilometer südlich der Bundesautobahn 4 liegt. Östlich des Dorfes erstreckt sich das Necherner Teichgebiet.
Nördlich von Nechern fließt das Kotitzer Wasser in westlicher Richtung. Vor dem Nachbarort Wurschen mündet darin das aus Süden kommende Kuppritzer Wasser.

## Geschichte
Das sorbische Bauerndorf wurde Anfang des 15. Jahrhunderts erstmals urkundlich erwähnt, unter anderem als Necherin (1413 und 1415), Necheryn (1418) und Necherein (1421). Möglicherweise geht der Ortsname auf einen deutschen Kolonialisten Necher zurück, der während der deutschen Ostsiedlung das Dorf übernahm. Ein Rittergut ist im frühen 16. Jahrhundert nachgewiesen, später wurde es mit dem benachbarten Rittergut Wurschen zusammengelegt.
Im Großen Nordischen Krieg hielt sich 1706 der schwedische König Karl XII. kurzzeitig bei Nechern auf, woran seit 1810 ein Gedenkstein, der Schwedenstein, erinnert. Noch im Jahre 1884/85 waren gemäß der Statistik von Arnošt Muka von den damals 190 Einwohnern Necherns 187 Sorben, während die amtliche Statistik für 1925 einen sorbischsprachigen Anteil von 82,4 % ausweist. 1956 war laut Ernst Tschernik noch eine knappe Mehrheit von 56 % sorbischsprachig. Seitdem ist der Gebrauch der Sprache weiter stark zurückgegangen.
Der etwas größere Nachbarort Wurschen wurde 1936 nach Nechern eingemeindet. Die Gemeinde wurde 1957 in Wurschen umbenannt und am 1. März 1994 nach Weißenberg eingegliedert.